# Théodore Méliténiotès
Théodore Méliténiotès (grec : Θεόδωρος Μελιτηνιώτης) est un savant byzantin du XIVe siècle, né à Constantinople vers 1320, mort également à Constantinople le 8 mars 1393.

## Biographie
Issu de la classe sénatoriale, il fit une brillante carrière dans l'Église, exerçant la fonction de grand sacellaire (inspecteur des monastères), puis devenant vers 1360 didaskalos tôn didaskalôn (directeur de l'école patriarcale), et en 1368 archidiacre de la chapelle palatine. En religion, il était partisan de Grégoire Palamas et hostile à l'union des Églises grecque et latine. 

## Œuvres
Il est l'auteur d'un Commentaire sur les Évangiles en trois livres, et probablement d'un poème allégorique sur Sôphrosynè (Tempérance), transmis sous le nom « Méliténiotès ». Ce poème apparaît comme un exercice scolaire plein de développements divers et de digressions, entre autres un catalogue de pierres précieuses qui est un vrai traité de minéralogie.
Mais son ouvrage le plus remarquable est le traité intitulé Trois livres d'astronomie (Άστρονομική τρίβιβλος), qui fait de lui le plus grand astronome de Byzance avec Nicéphore Grégoras. Le manuscrit autographe a été conservé (Vat. gr. 792). D'après les observations indiquées, la rédaction de l'ouvrage se situe autour de 1352.
Le premier livre contient une introduction, avec une histoire de l'astronomie à laquelle Méliténiotès donne des origines bibliques, une sévère condamnation de l'astrologie, et l'affirmation de l'utilité de l'astronomie pour la foi religieuse (donnant l'exemple de l'éclipse solaire au moment de la crucifixion du Christ) ; puis un traité sur les opérations arithmétiques dans le système sexagésimal, inspiré d'auteurs antiques qui sont cités (Théon le Mathématicien, Pappus d'Alexandrie, Syrianos et Jean Philopon) ; enfin un traité sur la construction et l'usage de l'astrolabe plan.
Le deuxième livre est un exposé du système de Ptolémée, la présentation étant inspirée des Commentaires de Théon le Mathématicien sur la Grande Syntaxe et les Tables faciles. À la fin du livre, l'auteur signale la nécessité de corriger les Tables, et s'engage à le faire si ses obligations lui en laissent le temps.
Le troisième livre est consacré à l'astronomie persane telle qu'elle s'était développée à Maragha depuis 1259, c'est-à-dire les observations réalisées sous la direction de Nasir ad-Din at-Tusi et exposées notamment dans les Tables ilkhaniennes. Ce troisième livre eut un succès particulier et fut souvent copié à part, avec des variations, sous le titre Transmission des tables persiques (Paradosis tôn persikôn kanonôn).

## Éditions des textes
- Théodore Méliténiote. Tribiblos astronomique, livre I, Corpus des Astronomes Byzantins 4 (Gieben, Amsterdam, 1990) ; livre II, Corpus des Astronomes Byzantins 5-6 (Hakkert, Amsterdam, 1993).
- Alberto Bardi, Persische Astronomie in Byzanz. Ein Beitrag zur Byzantinistik und zur Wissenschaftsgeschichte. Munich: Utzverlag, 2020. (Livre III)